# Gerardo Caballero Olabézar
Gerardo Caballero Olabézar (Vitòria, 2 de setembre de 1890 - Madrid, 1 de juny de 1980) va ser un militar espanyol. Al llarg de la seva carrera va exercir diversos càrrecs administratius, com a governador civil de diverses províncies i director general de Seguretat. Va tenir un destacat paper en la repressió franquista a Astúries durant la Guerra civil.

## Biografia

### Carrera militar
Nascut a Vitòria en 1890, va ingressar a l'Acadèmia General Militar de Toledo als setze anys.
Mesos després de la proclamació de la Segona República, a l'agost de 1932, Caballero va prendre part en la «Sanjurjada». En el període republicà va arribar a estar adscrit al Cos de Seguretat i Assalt, manant el 10è. Grup d'Assalt. Durant la Revolució d'Astúries de 1934 va ser un dels oficials que va liderar la resistència de les forces lleials a Oviedo. En aquella època es trobava al capdavant del primer batalló del Regiment d'Infanteria n. 3. Posteriorment, tindria un destacat paper en la repressió contra els miners. Després de la victòria electoral del Front Popular va ser separat del Cos d'Assalt i destinat a la V Divisió Orgànica de Saragossa.

### Guerra civil i Dictadura
El juliol de 1936, implicat en la conspiració militar contra el govern, es va traslladar a Oviedo; allí, el 19 de juliol es va posar a les ordres del coronel Antonio Aranda Mata —comandant de la guarnició local— i es va unir a la revolta militar. La seva participació en la revolta va ser crucial per a Aranda. Al capdavant d'un grup de guàrdies civils va aconseguir fer-se amb la caserna de la Guàrdia d'Assalt. Nomenat delegat d'Ordre Públic després del triomf del cop d'estat, Caballero va dirigir una dura repressió a Oviedo contra els elements esquerrans i partidaris de la República. Sota els seus ordres van actuar esquadrons de falangistes que detenien o assassinaven a tots aquells que anessin considerats «enemics». Gerardo Caballero va resultar ferit durant el setge republicà de la ciutat, arribant a perdre un ull a conseqüència de les ferides.
Durant algun temps va exercir com a governador civil del territori d'Astúries controlat pels revoltats. Després del final de la contesa, al desembre de 1939 va ser nomenat governador civil de Guipúscoa. A l'octubre de 1940 va formar part de la comitiva que va rebre al cap nazi Heinrich Himmler durant la seva visita a Espanya. Mentre va ser governador civil de Guipúscoa va recolzar obertament als cercles monàrquics donostiarres, mantenint a més fortes tensions amb el cap provincial de FET y de las JONS, Elías Querejeta Insausti. Els repetits conflictes entre tots dos van portar a les autoritats a destituir dels seus càrrecs Caballero i Querejeta, i substituir-los per Fermín Sanz-Orrio —que assumia tots dos càrrecs, en unificar-se en un sol.
Ja ostentant el rang de tinent coronel, en 1941 va passar a prestar servei amb les forces de Policia Armada i de Trànsit. Posteriorment seria nomenat Director General de Seguretat, exercint el càrrec entre maig de 1941 i juny de 1942 en substitució de José Finat y Escrivá de Romaní. Després d'amb prou feines un any en el càrrec, seria substituït pel coronel Francisco Rodríguez Martínez. Va continuar la seva carrera militar, ascendint en 1948 al rang de general de brigada i sent nomenat governador militar de Biscaia —i cap de l'Agrupació especial de costa— dos anys més tard. Va ascendir al rang de general de divisió en 1954, passant a manar la 52a Divisió de muntanya. Passaria a la reserva en 1958, aconseguint el rang de tinent general.